# Gislöv, Simrishamns kommun

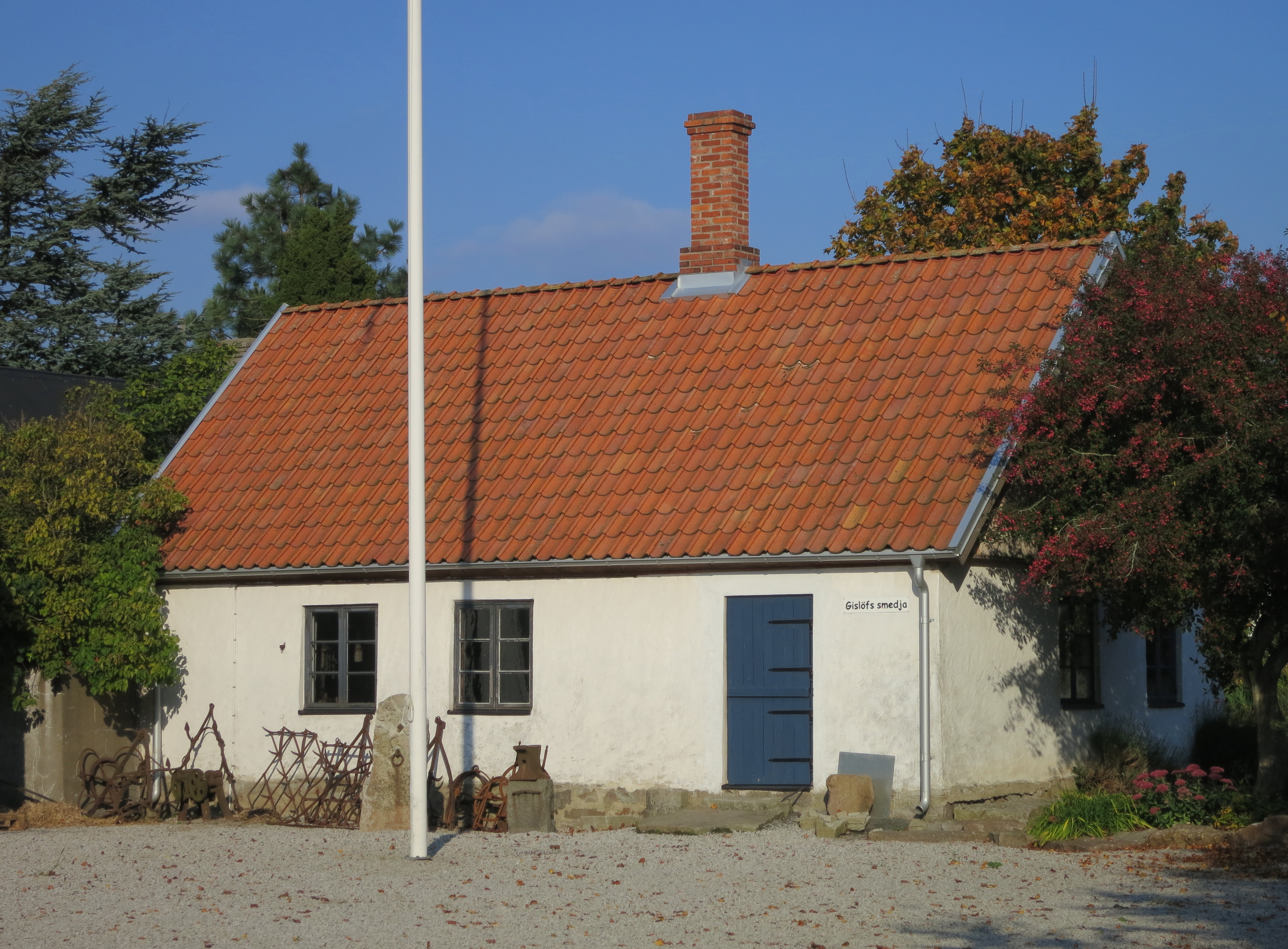
Gislövs smedja och smidesmuseum

Gislöv är en by i Östra Nöbbelövs socken i Simrishamns kommun i Skåne. 

## Samhället
Gislöv ligger vid en fyrvägskorsning 7 kilometer söder om Simrishamn. Den är framför allt känd för Skånes Byggnadsvårdscentrum, ett kunskapscentrum om skånsk byggnads- och trädgårdskultur. Byn inrymmer inte mindre än två museum, ett om traditionellt hantverk, material och metoder samt ett smidesmuseum. 
De flesta husen är gatehus uppförda i tegel eller korsvirke med lerstensfyllning. Här fanns förut två mataffärer,varav den ena fanns kvar till 1980-talet.

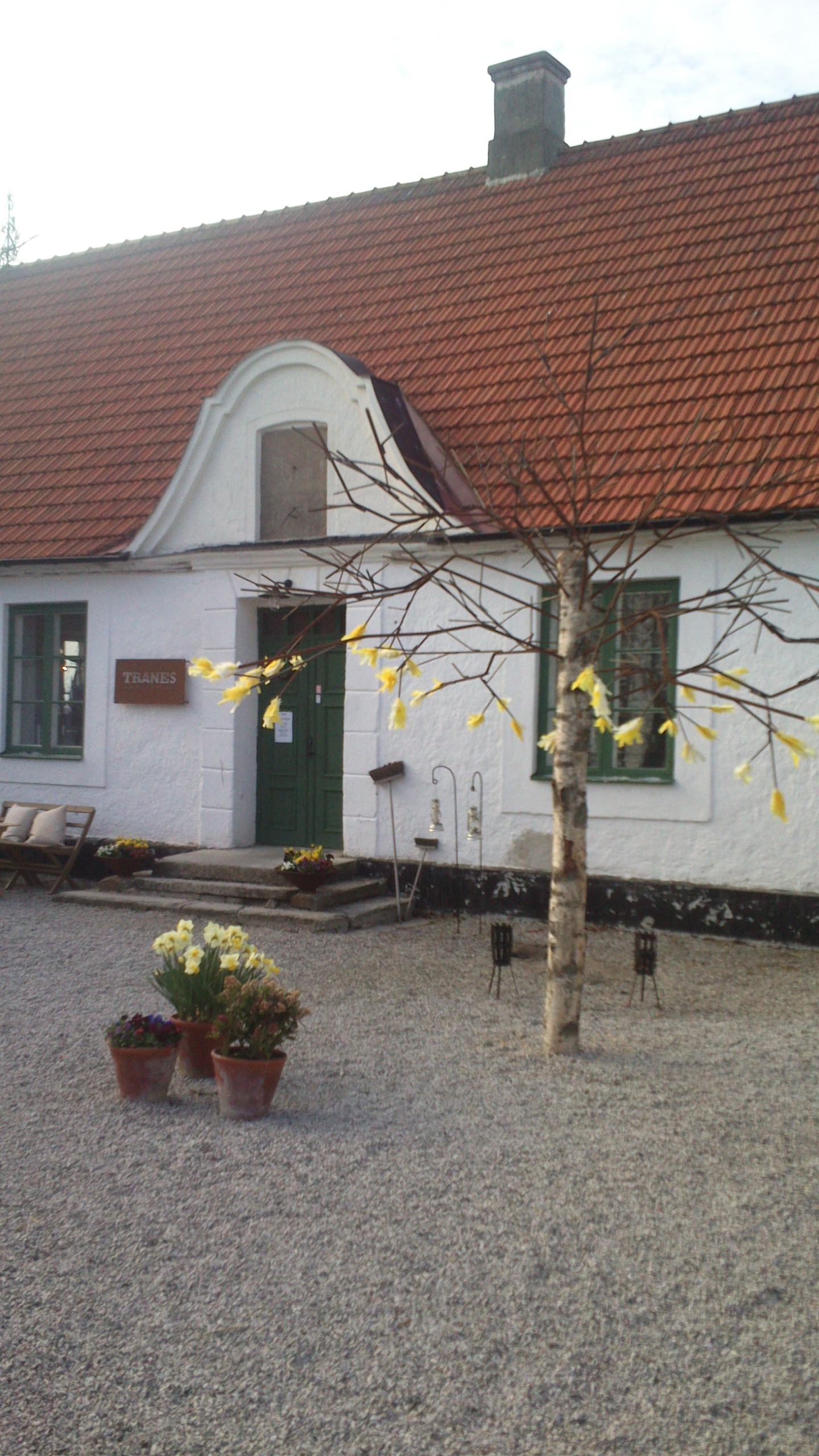
Tranes Handelskompagni på Skånes byggnadsvårdscentrum.

## Kommunikationer
Fram till 2012 var det linje 575 som trafikerade byn. Mellan 2012 och 2014 hade regionbuss 577 mellan Simrishamn och Borrby hållplats i byn. Numera är det linje 578 mellan nämnda orter som trafikerar hållplatsen 2 gånger om dagen när skolorna är igång.Finns ingen busslinje alls sedan flera år tillbaka.

## Näringsliv
I Gislöv finns Tranes Handelskompagni - en butik inom byggnadsvård och inredning, Järnet i elden - smidesverksamhet.
Karnelund, en restaurang med boende samt konferens ligger i Gislöv. Det finns även företag som sysslar med spolbilsverksamhet och maskiner, samt galleriverksamhet.

## Idrott
Gislövsdals IK spelar i division 7 sydöstra Skåne under säsongen 2013.